# Shirley Cheechoo
Shirley Cheechoo (Eastmain, Quebec, 1952) és una artista cree, casada amb el pintor Blake Debassige. A part de la pintura, ha estat actriu i dramaturga, autora de Path with no mocasins (1992) i Shadow people (1984) i del curtmetratge Silent Tears (1998), premiat al festival de Sundance, així com el serial televisiu Headbands and Moccasins. Va ser nomenada cancellera de la Universitat de Brock el juliol de 2015, la primera dona i la primera cancellera aborigen de la institució, càrrec que va exercir fins al 2020.
Ha rebut nombrosos premis, tant pel seu propi treball artístic com en reconeixement de les seves contribucions a la pràctica artística a tot Ontario. Aquests inclouen un National Aboriginal Achievement Award (ara els Indspire Awards) (2008), el Premier's Award for Excellence in the Arts (2012), el Reelworld Film Festival Visionary Award (2020), el Women in Film and TV Toronto Special Jury Award of Distinction (2021) i l'any 2018 va ser honrada al seu país amb l'Orde del Canadà.